# Zona de Conservação de Guanacaste
A Zona de Conservação de Guanacaste situa-se no noroeste de Costa Rica e compreende os parques de Santa Rosa, Guacanaste e Rincón de La Vieja e a Reserva de Fauna da Baía Junquillal.
O Parque foi estabelecido em 1989 e em 1999 a UNESCO declarou a área Património Mundial. Em 2004 a área do parque passou a ser 1470 km².

## Experimento em recuperação florestal
No final da década de 1990, por volta de 1996, a Zona de Conservação se tornou palco de um experimento de recuperação florestal. Uma parceria entre o Ministério do Meio Ambiente e Energia e uma empresa de sucos, promovida por professores da Universidade da Pensilvânia (EUA), fez com que o lixo orgânico da empresa (cascas de laranja e resíduos de polpa) pudessem ser descartados em pastagens degradadas próximas à reserva. Em troca, a empresa doou uma parte florestada de seu terreno para o parque.
Em 1998 a parceria foi contestada, e em 2000 foi julgada ilegal e foi interrompida. Uma empresa rival questionava se o descarte de material orgânico poderia estar poluindo um rio. Também questionou porque uma empresa poderia descartar o lixo desta maneira, se ela fora obrigada a construir uma usina de disposição de resíduos.
Em 2013, uma equipe da Universidade de Princeton visitou o local do experimento, e encontrou um crescimento de 176% na biomassa do local, indicando o sucesso do experimento. A equipe concluiu que os locais que receberam descarte de material orgânico tinham solo mais rico, mais biomassa arbórea, mais espécies de árvores e maior cobertura florestal.